# یجی کاواشیما
یجی کاواشیما (به انگلیسی: Eiji Kawashima) بازیکن فوتبال اهل ژاپن در پست دروازه‌بان که در باشگاه فوتبال جوبیلو ایواتا بازی می کند.

وی عضو تیم ملی فوتبال ژاپن است که در تاریخ ۱۷ فوریه ۲۰۰۸ میلادی اولین بازی ملی‌اش را انجام داد. او در ۳۹ بازی ملی حضور داشت و آخرین بازی ملی خود را در تاریخ ۱۴ نوامبر ۲۰۱۲ میلادی انجام داد. یجی کاواشیما در بازی‌های ملی‌اش گلی به ثمر نرساند.